# International Lunar Network
La International Lunar Network o ILN va ser una proposta d'una xarxa d'estacions de superfície lunar que serien construïdes pels Estats Units i els altres països que van sortir d'espai en el 2010. Cadascuna d'aquestes estacions actuaria com a node en una xarxa geofísica lunar. En última instància, aquesta xarxa podria comprendre 8-10 o més nodes que funcionarien simultàniament. Cada node tindria un mínim de dues capacitats principals. Aquestes capacitats inclouen sensors sísmics, sensors de flux de calor i retroreflectors làser, i serien específics per a cada estació. Com que es preveia que alguns nodes estiguessin ubicats a la cara oculta de la Lluna, la NASA hauria contribuït amb un satèl·lit de transmissió de comunicacions al projecte. Els nodes individuals llançats per diferents organismes espacials podrien haver dut a terme experiments addicionals i únics per estudiar la ciència lunar local o global. Aquests experiments podrien incloure instruments atmosfèrics i de pols, investigacions de física de plasma, instruments astronòmics, perfils electromagnètics de regolita i l'escorça lunar, geoquímica local i demostracions d'utilització de recursos in situ.

## Història
El 24 de juliol de 2008 es va celebrar una reunió de les agències espacials del Canadà, França, Alemanya, Índia, Itàlia, Japó, la República de Corea, el Regne Unit, i els Estats Units a la Lunar Science Institute de la NASA, ubicat al Centre d'Investigació Ames. Durant la reunió, els representants de les nou agències espacials van debatre sobre la cooperació a la ILN i van acordar una declaració d'intencions com a primer pas en la planificació. La Science Mission Directorate (SMD) de NASA i Exploration Systems Mission Directorate (ESMD) van acordar proporcionar dos parells de nodes (estacions terrestres) per a aquesta xarxa 

## Carrega útil
Inclouen les càrregues científiques previstes:
- sismòmetres
- magnetòmetres
- retroreflectors làser
- sondes tèrmiques del subsòl

## Estat
La xarxa no va ser desenvolupada. Els primers dos nodes van ser suggerits per ser llançats el 2013 i 2014, amb el segon parell llançat en algun moment entre 2016 i 2017.